# López (Buenos Aires)
Estación López (también conocida como López) es una localidad del partido de Benito Juárez, en el sur de la provincia de Buenos Aires, Argentina. 
Se encuentra a 30 km de la ciudad de Benito Juárez y se accede por camino pavimentado desde la ruta provincial N.º 74.

## Población
Cuenta con 138 habitantes (Indec, 2010), lo que representa un descenso del 15,3 % frente a los 163 habitantes (Indec, 2001) del censo anterior.
| Gráfica de evolución demográfica de López entre 1991 y 2010 |
|                                                             |
| Fuente: Censos nacionales del INDEC                         |

## Toponimia
Recuerda a Don Cecilio López, escribano de la Nación y de la provincia, criador de haciendas, donante de las tierras para la erección de la estación de FFCC homónima.

## Antecedentes
A partir de la inauguración de la estación de FFCC en marzo de 1885, el lugar evoluciona con la apertura de comercios, talleres y centros sociales. De esa época perdura el recuerdo de los almacenes de Gonzales y Davis, las herrerías de Leonello Bruni, los tamberos Próspero López y Luis Magnanini y también el restaurante y hospedaje de la Viuda de Nogués.
El 6 de mayo de 1992 la localidad fue azotada por un tornado de categoría F4, siendo el fenómeno meteorológico de este tipo de mayor intensidad hasta esa fecha, ocasionando 4 víctimas fatales e importantes daños materiales. La solidaridad del pueblo juarense y la acción del Gobierno provincial permitieron afrontar la dramática situación y el 31 de octubre del mismo año se celebró la feliz reconstrucción del pueblo.
Entre las infraestructuras se enumera: una Delegación municipal, sala de primeros auxilios, el Club Sportivo López que fundado en 1943 centraliza las actividades sociales y deportivas. El jardín de infantes y la escuela N.º 6 José Hernández brindan educación preescolar y primaria. Posee una capilla de agradables líneas arquitectónicas bajo la advocación de la Inmaculada Concepción, que a su vez es la Patrona de la Localidad.